# Randolph Algera
Randolph Peter Algera (Wolvega, 1964) is een Nederlands conservator-restaurator en kleuronderzoeker van historische binnenruimtes. Daarnaast is hij een Nederlands kunstenaar, meester in de klassieke schilderkunst. In de jaren 2016-2023 is hij vakdocent (muurschilderingen) aan de Klassieke Academie Groningen. 
Hij is als restaurator vooral bekend door het gesamtkunstwerk Jugendstil villa Rams Woerthe in Steenwijk. Algera is als kunstenaar/ restaurator vooral bekend door het iconografisch polychrome ontwerp voor het interieur van de herbouwde St.-Clemenskerk op Nes-Ameland en de uitvoering daarvan met team Art-Decor.  Als kunstenaar is hij vooral bekend van het kunst- en mienskip project 'Fr11slân door de ogen van Vermeer'  een duo project met zijn vrouw beeldend kunstenaar Gabriëlle Westra.  Als docent is hij bekend van de driedelige wandschildering in de Blauwe Patio  in het UMCGroningen en de plafondschildering in de Museumkerk Jan van Loon te Assen. 

## Conservator-restaurator
Algera volgde zijn opleiding voor conservatie, restauratie en schildertechnieken van 1982 tot 1992 aan een mbo-avondschool te Leeuwarden. Hij bezit specialismen in schilderen, penseel- en wandtechnieken en mag zich meesterschilder noemen . Hij volgt daarna een opleiding frescoschilderen en sjabloontechnieken in Duitsland en hout- en marmertechnieken in België.  Sinds 1994 is hij restaurator/ eigenaar van Art-Decor. Algera is mede-oprichter van World Art Traditions.

## Kunstenaar
Zijn kunstopleiding volgde hij aan de Klassieke Academie voor Schilderkunst Groningen, waar hij onder meer les kreeg van Henk Helmantel en Rein Pol. In 2015 behaalde hij zijn master in de schilderkunst en won toen ook de Prix de Norvège. Ook volgde hij enige tijd een studie aan de Florence Academy of Art. Hij is sinds de oprichting in 1992 lid van Salon . Als kunstschilder is Algera's stijl een mix van impressionisme en realisme met elementen van steampunk. Zijn werk wordt wel vergeleken met dat van Carel Willink . Hij kiest voor wisselende perspectieven en speelt met de wetten van de klassieke kunst. Hij heeft een voorliefde voor architectuur , in zijn schilderijen reflecteert hij soms op de toekomst. Zijn kunstwerken bevatten symboliek en vaak is er een bol op te ontdekken. Hij schildert met olieverf in een vereenvoudigd palet, op paneel of linnen en met een zorgvuldig gedetailleerd penseelvoering , en hij voegt diepte toe door met doorzichtigheid en in lagen te werken. 

## Exposities (selectie)
| Jaar        | Expositie(s)                                      | Locatie(s)                                                                             | Opmerkingen |
| ----------- | ------------------------------------------------- | -------------------------------------------------------------------------------------- | --- |
| 1995 -heden | Groepsexposities                                  | o.a. Nederland, België, Frankrijk, Italië, Rusland en de Verenigde Staten              | Salon/ Salonforever is een jaarlijkse 4 tot 6-daagse bijeenkomst van internationale decoratie- en kunstschilders uit meer dan 25 landen. |
| 2018        | SalonLeeuwarden2018                               | Leeuwarden, De Harmonie                                                                | Tijdens LF2018 (Leeuwarden culturele hoofdstad van Europa) - een meerdaags internationaal evenement van decoratie- en kunstschilders; thema Ode aan Alma Tadema (expositie, masterclasses, workshops, demonstraties, lezingen van ruim 70 deelnemers). Organisatie en exposant, met Gabriëlle Westra. |
| 2018 -heden | Permanente expositie                              | Galerie Autrevue in Heerenveen                                                         | Hosting en eigenaar/exposant |
| 2022        | Dubbelexpositie 'In de voetsporen van Vermeer'    | Oude Kerk Delft en Vermeer Centrum Delft                                               | Met Henk Helmantel, Rein Pol en de laureaten van de Prix de Norvège |
| 2023        | Duo-expositie 'Fr11slân door de ogen van Vermeer' | Vermeer Centrum Delft                                                                  | Een kunst- en mienskip project met kunstenaar / portrettist Gabriëlle Westra (opening 1 september 2023 door Marja van Bijsterveldt en Sybrand Buma, burgemeesters van resp. Delft/ Leeuwarden) e.a. i.s.m. Arcadia IIS                                                                                |
| 2024 - 2025 | Duo-expositie 'Fr11slân door de ogen van Vermeer' | Fries Museum , Fries Scheepvaart Museum en andere musea van de Elfsteden in Friesland. | Een kunst- en mienskip project met kunstenaar / portrettist Gabriëlle Westra (opening 9 februari 2024 door Sybrand Buma en Marga Waanders, burgemeesters van resp. Leeuwarden/ de Waadhoeke) e.a. |

## Restauratieprojecten (selectie)
| Jaar      | Locatie(s)                             | Project(en) |
| --------- | -------------------------------------- | --- |
| 1996      | Rams Woerthe, Steenwijk                | Algera ontdekt 2 originele gedateerde en gesigneerde wandschilderingen van Co Breman tijdens restauratiewerkzaamheden. |
| 1994-2005 | Rams Woerthe, Steenwijk                | Restauratie 17 wandschilderingen van Co Breman |
| 2012      | Laurentiuskerk, Raerd                  | Restauratie/reconstructie naar situatie 1908 |
| 2013      | Rams Woerthe, Steenwijk                | Gesamtkunstwerk Jugendstil villa, waarvoor hij de all-over Nationale SchildersVakprijs 2013 wint en tevens de 1e prijs voor Decoratie- en Restauratieschilderwerk.                                                         |
| 2014 2022 | Doktershûs, Stiens Notarishuis, Stiens | Restauratie en kleuronderzoek (Notarishuis) in opdracht Stichting Stinze-Stiens van Trudy van Riemsdijk-Zandee en Willem van Riemsdijk, die voor hun restauraties een zilveren anjer ontvangen van H.K.H. Prinses Beatrix. |
| 2017      | Sint-Clemenskerk, Nes                  | Conservatie/restauratie van o.a. het gewelf (restanten) na de brand |
| 2007-2020 | O.a. in Hogebeintum Oudega en Oudkerk  | Restauratie van tientallen rouwborden in diverse Friese kerken |
| 2021      | In de Brouwerij te Leeuwarden          | Restauratie 3-tal plafonds uit 1870 |
| 2023      | Statenzaal , Zwolle                    | Conservatie en restauratie |

## Kunstprojecten (selectie)
| Jaar      | Locatie(s)                     | Project(en) |
| --------- | ------------------------------ | --- |
| 2017      | Sint-Clemenskerk, Nes, Ameland | Complete inrichting van het interieur van de kerk ontworpen en uitgevoerd met als thema Eb en vloed en met 32 gebrandschilderde en 16 gezandstraalde ramen en een 3D glazen Mariabeeld in een raam van de kapel. Een iconografisch ontwerp met moderne polychromie. |
| 2021      | In de Brouwerij, Leeuwarden    | Thematische wandschildering à la Mesdag (7 x 13 m.) |
| 2023      | Tjaarda, Oranjewoud            | Wandschildering (7 x 2 m.) met thema futuristische architectuur en duurzame voeding |
| 2021-2024 | Museumkerk Jan van Loon, Assen | Plafondschildering in 3 delen met als thema de geschiedenis van de Doopsgezinden. |